# 莱溪乡
莱溪乡，是中华人民共和国江西省抚州市南丰县下辖的一个乡镇级行政单位。

## 行政区划
莱溪乡下辖以下地区：
西山村、杨梅坑村、莱溪村、上井村、九联村、后举村、东方村、上潺村、石渠村和黄满村。